# Gran Premio de Suiza de Motociclismo
El Gran Premio de Suiza de Motociclismo fue una carrera de motociclismo de velocidad que se corrió durante los años 1949 y 1954 en el Circuito de Bremgarten ubicado en Berna, Suiza. Entre 1922 y 1948 se corrió en los circuitos de: Lac de Joux, Meyrin, Bremgarten y Ginebra antes de la creación del Campeonato del Mundo de Motociclismo,

## Ganadores del Gran Premio de Suiza de Motociclismo

### Ganadores múltiples (pilotos)
| # Victorias | Piloto          | Victorias | Victorias              |
| # Victorias | Piloto          | Categoría | Años ganador           |
| ----------- | --------------- | --------- | ---------------------- |
| 5           | Stanley Woods   | 500 cc    | 1927, 1931, 1932, 1933 |
| 5           | Stanley Woods   | 350 cc    | 1932                   |
| 5           | Jimmie Guthrie  | 500 cc    | 1935, 1936, 1937       |
| 5           | Jimmie Guthrie  | 350 cc    | 1936, 1937             |
| 5           | Fergus Anderson | 500 cc    | 1951                   |
| 5           | Fergus Anderson | 350 cc    | 1947, 1953, 1954       |
| 5           | Fergus Anderson | 250 cc    | 1952                   |
| 4           | Leslie Graham   | 500 cc    | 1949, 1950             |
| 4           | Leslie Graham   | 350 cc    | 1950, 1951             |
| 3           | Wal Handley     | 500 cc    | 1928                   |
| 3           | Wal Handley     | 350 cc    | 1928                   |
| 3           | Wal Handley     | 250 cc    | 1933                   |
| 3           | Jimmie Simpson  | 500 cc    | 1934                   |
| 3           | Jimmie Simpson  | 350 cc    | 1927, 1934             |
| 3           | Omobono Tenni   | 500 cc    | 1947                   |
| 3           | Omobono Tenni   | 250 cc    | 1936, 1937             |
| 3           | Harold Daniell  | 500 cc    | 1938, 1948             |
| 3           | Harold Daniell  | 350 cc    | 1938                   |
| 3           | Dario Ambrosini | 250 cc    | 1948, 1950, 1951       |
| 3           | Geoff Duke      | 500 cc    | 1953, 1954             |
| 3           | Geoff Duke      | 350 cc    | 1952                   |
| 2           | Georges Trezza  | 250 cc    | 1922                   |
| 2           | Georges Trezza  | 175 cc    | 1929                   |
| 2           | A. Liechti      | 125 cc    | 1930, 1931             |
| 2           | Carlo Baschieri | 175 cc    | 1931, 1932             |
| 2           | Carlo Fumagalli | 250 cc    | 1932                   |
| 2           | Carlo Fumagalli | 175 cc    | 1933                   |
| 2           | Tim Hunt        | 350 cc    | 1931, 1933             |
| 2           | Nello Pagani    | 500 cc    | 1946                   |
| 2           | Nello Pagani    | 125 cc    | 1949                   |

### Ganadores múltiples (constructores)
| # Victorias | Constructor | Victorias | Victorias                                                              |
| # Victorias | Constructor | Categoría | Años ganador                                                           |
| ----------- | ----------- | --------- | ---------------------------------------------------------------------- |
| 20          | Norton      | 500 cc    | 1927, 1931, 1932, 1933, 1934, 1935, 1936, 1937, 1938, 1948             |
| 20          | Norton      | 350 cc    | 1931, 1932, 1933, 1934, 1935, 1936, 1937, 1938, 1948, 1952             |
| 16          | Moto Guzzi  | 500 cc    | 1947, 1951                                                             |
| 16          | Moto Guzzi  | 350 cc    | 1953, 1954                                                             |
| 16          | Moto Guzzi  | 250 cc    | 1927, 1930, 1931, 1932, 1933, 1934, 1936, 1937, 1946, 1947, 1949, 1952 |
| 6           | Zehnder     | 250cc     | 1929                                                                   |
| 6           | Zehnder     | 125 cc    | 1927, 1929, 1930, 1931, 1932                                           |
| 5           | Benelli     | 250 cc    | 1948, 1950, 1951                                                       |
| 5           | Benelli     | 175 cc    | 1931, 1932                                                             |
| 5           | AJS         | 500 cc    | 1949, 1950, 1952                                                       |
| 5           | AJS         | 350 cc    | 1927, 1950                                                             |
| 4           | Condor      | 350 cc    | 1922, 1930                                                             |
| 4           | Condor      | 250 cc    | 1923, 1924                                                             |
| 4           | Velocette   | 350 cc    | 1946, 1947, 1949, 1951                                                 |
| 3           | Sunbeam     | 500 cc    | 1924, 1930                                                             |
| 3           | Sunbeam     | 350 cc    | 1924                                                                   |
| 3           | Gilera      | 500 cc    | 1946, 1953, 1954                                                       |
| 2           | Moser       | 250 cc    | 1922                                                                   |
| 2           | Moser       | 125 cc    | 1928                                                                   |
| 2           | Motosacoche | 500 cc    | 1928                                                                   |
| 2           | Motosacoche | 350 cc    | 1928                                                                   |
| 2           | Monet-Goyon | 350 cc    | 1929                                                                   |
| 2           | Monet-Goyon | 175 cc    | 1927                                                                   |
| 2           | DKW         | 250 cc    | 1935, 1938                                                             |
| 2           | NSU         | 250 cc    | 1953, 1954                                                             |

### Por Año
Nota: las ediciones que no formaron parte del Campeonato Mundial de Motociclismo tienen fondo rosa.
| Año  | Circuito   | 50 cc        | 50 cc       | 125 cc             | 125 cc          | 250 cc            | 250 cc      | 350 cc               | 350 cc      | 500 cc          | 500 cc      |
| Año  | Circuito   | Piloto       | Constructor | Piloto             | Constructor     | Piloto            | Constructor | Piloto               | Constructor | Piloto          | Constructor |
| ---- | ---------- | ------------ | ----------- | ------------------ | --------------- | ----------------- | ----------- | -------------------- | ----------- | --------------- | ----------- |
| 1954 | Bremgarten |              |             |                    |                 | Rupert Hollaus    | NSU         | Fergus Anderson      | Moto Guzzi  | Geoff Duke      | Gilera      |
| 1953 | Bremgarten |              |             |                    |                 | Reg Armstrong     | NSU         | Fergus Anderson      | Moto Guzzi  | Geoff Duke      | Gilera      |
| 1952 | Bremgarten |              |             |                    |                 | Fergus Anderson   | Moto Guzzi  | Geoff Duke           | Norton      | Jack Brett      | AJS         |
| 1951 | Bremgarten |              |             |                    |                 | Dario Ambrosini   | Benelli     | Leslie Graham        | Velocette   | Fergus Anderson | Moto Guzzi  |
| 1950 | Geneva     |              |             |                    |                 | Dario Ambrosini   | Benelli     | Leslie Graham        | AJS         | Leslie Graham   | AJS         |
| 1949 | Bremgarten | Nello Pagani | Mondial     |                    |                 | Bruno Ruffo       | Moto Guzzi  | Freddie Frith        | Velocette   | Leslie Graham   | AJS         |
| 1948 | Geneva     |              |             |                    |                 | Dario Ambrosini   | Benelli     | Artie Bell           | Norton      | Harold Daniell  | Norton      |
| 1947 | Bremgarten |              |             |                    |                 | Bruno Francisci   | Moto Guzzi  | Fergus Anderson      | Velocette   | Omobono Tenni   | Moto Guzzi  |
| 1946 | Geneva     |              |             |                    |                 | Celeste Cavaciuti | Moto Guzzi  | Walther Hess         | Velocette   | Nello Pagani    | Gilera      |
| 1938 | Geneva     |              |             |                    |                 | Ewald Kluge       | DKW         | Harold Daniell       | Norton      | Harold Daniell  | Norton      |
| 1937 | Bremgarten |              |             |                    |                 | Omobono Tenni     | Moto Guzzi  | Jimmie Guthrie       | Norton      | Jimmie Guthrie  | Norton      |
| 1936 | Bremgarten |              |             |                    |                 | Omobono Tenni     | Moto Guzzi  | Jimmie Guthrie       | Norton      | Jimmie Guthrie  | Norton      |
| 1935 | Bremgarten |              |             |                    |                 | Walfried Winkler  | DKW         | Walter Rusk          | Norton      | Jimmie Guthrie  | Norton      |
| 1934 | Bremgarten |              |             |                    |                 | Amilcare Moretti  | Moto Guzzi  | Jimmie Simpson       | Norton      | Jimmie Simpson  | Norton      |
| 1933 | Bremgarten |              |             | Carlo Fumagalli    | Miller          | Wal Handley       | Moto Guzzi  | Tim Hunt             | Norton      | Stanley Woods   | Norton      |
| 1932 | Bremgarten | H. Schorr    | Zehnder     | Carlo Baschieri    | Benelli         | Carlo Fumagalli   | Moto Guzzi  | Stanley Woods        | Norton      | Stanley Woods   | Norton      |
| 1931 | Bremgarten | A. Liechti   | Zehnder     | Carlo Baschieri    | Benelli         | Terzo Bandini     | Moto Guzzi  | Tim Hunt             | Norton      | Stanley Woods   | Norton      |
| 1930 | Lugano     | A. Liechti   | Zehnder     | Raffaele Alberti   | Ancora/Villiers | Felice Nazzaro    | Moto Guzzi  | Ernst Haenni         | Condor      | "Gugoltz"       | Sunbeam     |
| 1929 | Meyrin     | "Crotti"     | Zehnder     | Georges Trezza     | Allegro         | Otto Zehnder      | Zehnder     | François Gaussorgues | Monet-Goyon | Emil Frey       | Radco       |
| 1928 | Meyrin     | Paul Lehmann | Moser       | Alfredo Panella    | Ladetto-Blatto  | Cecil Ashby       | OK-Supreme  | Wal Handley          | Motosacoche | Wal Handley     | Motosacoche |
| 1927 | Meyrin     | O. Graf      | Zehnder     | Alexandre Hommaire | Monet-Goyon     | Licinio Lasagni   | Moto Guzzi  | Jimmie Simpson       | AJS         | Stanley Woods   | Norton      |

| Año  | Circuito    | 250 cc         | 250 cc      | 350 cc           | 350 cc      | 500 cc        | 500 cc      | 1000 cc    | 1000 cc         |
| Año  | Circuito    | Piloto         | Constructor | Piloto           | Constructor | Piloto        | Constructor | Piloto     | Constructor     |
| ---- | ----------- | -------------- | ----------- | ---------------- | ----------- | ------------- | ----------- | ---------- | --------------- |
| 1924 | Meyrin      | Léon Divorne   | Condor      | Tommy de la Haye | Sunbeam     | Graham Walker | Sunbeam     |            |                 |
| 1923 | Meyrin      | Paul Dinkel    | Condor      | Isacco Mariani   | Garelli     | Paul Péan     | Peugeot     |            |                 |
| 1922 | Lac de Joux | Georges Trezza | Moser       | Alfred Heusser   | Condor      | "Lavanchy"    | Douglas     | "Borsetti" | Harley-Davidson |